# Napień wypłowiały

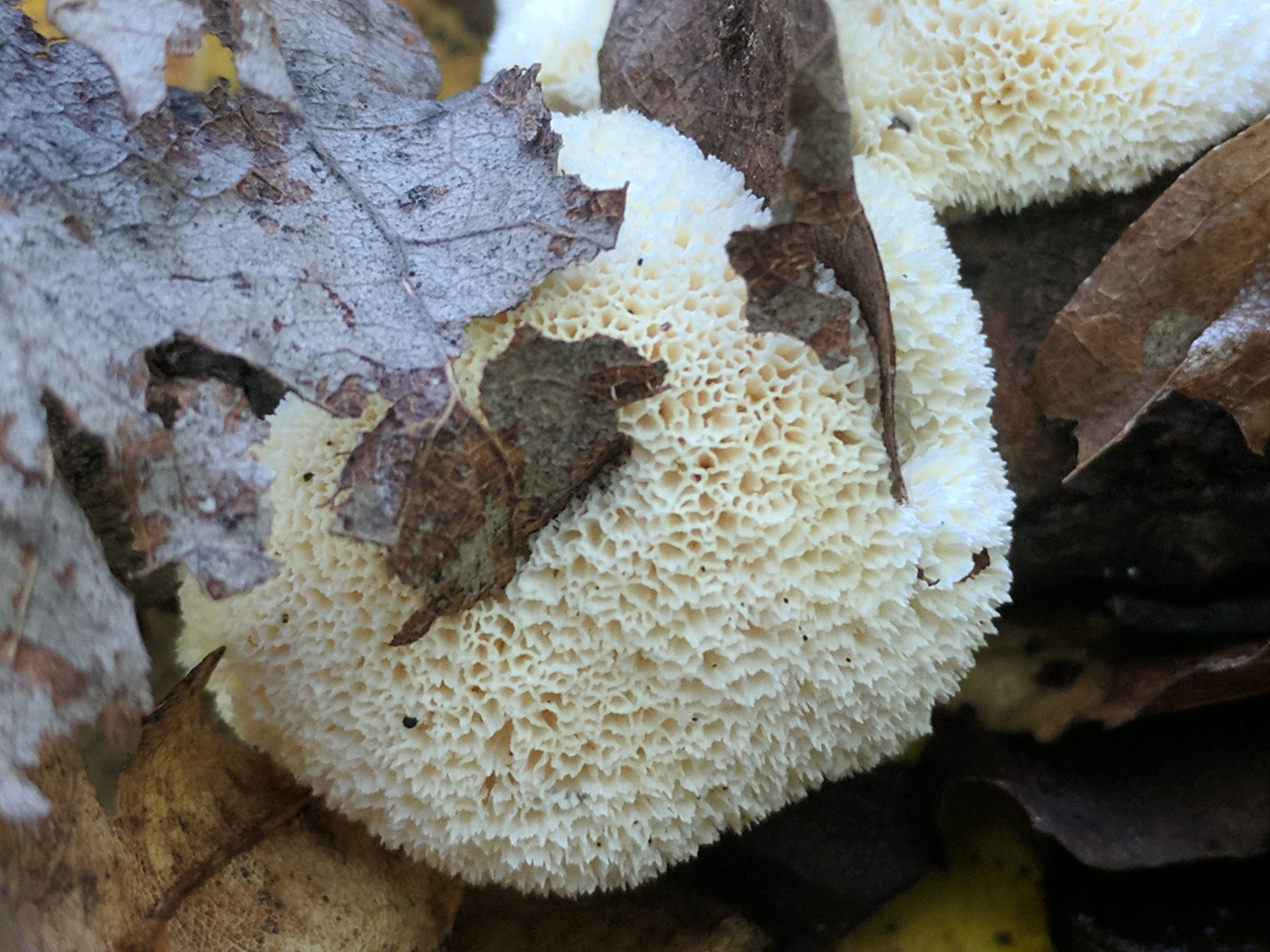

Napień wypłowiały (Oxyporus corticola (Fr.) Ryvarden) – gatunek grzybów należący do rzędu szczeciniakowców (Hymenochaetales).

## Systematyka i nazewnictwo
Pozycja w klasyfikacji według Index Fungorum: Oxyporus, Oxyporaceae, Hymenochaetales, Agaricomycetidae, Agaricomycetes, Agaricomycotina, Basidiomycota, Fungi.
Po raz pierwszy opisał go w 1821 r. Elias Fries, nadając mu nazwę Polyporus corticola. Obecną, uznaną przez Index Fungorum nazwę nadał mu Leif Ryvarden w 1972 r. Ma około 20 synonimów. Niektóre z nich:
- Chaetoporus corticola (Fr.) Bondartsev & Singer 1941
- Poria vicina Bres. 1925
- Rigidoporus corticola (Fr.) Pouzar 1966[2].

W 1965 r. Stanisław Domański nadał mu polską nazwę napień wypłowiały, w 2003 r. Władysław Wojewoda akceptował ją. Inne polskie nazwy: włosak korowy (S. Domański 1965), porak korowy (K. Zaleski i Golenia 1964), napień szczeciniasty (S. Domański i inni 1967).

## Morfologia
Owocnik
Grzyb kortycjoidalny. Owocnik jednoroczny, czasami wieloletni, rozpostarty, rzadko rozpostarto-odgięty. Górna powierzchnia owłosiona lub włókienkowata, początkowo biała do kremowej, później bladosłomkowa, bezstrefowa do lekko strefowanej, często nieco promieniście pomarszczona. Owocniki rozpostarte osiągają do 12 cm w najdłuższym wymiarze, w stanie świeżym są miękkie i skórzaste, po wyschnięciu kruche. U owocników rozpostarto-odgiętych kapelusiki mają szerokość do 2 cm i grubość 1 cm u nasady. Brzeg płodny lub sterylny, białawy do kremowego, miękki, strzępiasty, o szerokości do 7 mm. Powierzchnia porów kremowa do bladobrązowej, pory okrągłe do kanciastych, 2–4 na mm, z rozstępami, które szybko stają się cienkie i głęboko poszarpane. Kontekst o barwie kości słoniowej, nie strefowany, miękkowłóknisty, o grubości do 3 mm. Subikulum tej samej barwy, o grubości do 5 mm. Smak łagodny.
Cechy mikroskopowe
System strzępkowy monomityczny, strzępki szkliste, z prostą przegrodą, o cienkich lub bardzo grubych ściankach, często inkrustowane, o średnicy 2–5 µm; strzępki tramy podobne. Cystydy dwóch typów:
- cylindryczne, cienkościenne, o inkrustowanych główkach, 17–30 × 3–6 µm, z prostą przegrodą u podstawy, nie wystające lub ledwo wystające z hymenium;
- cylindryczne lub wrzecionowate, cienkościenne gleocystydy z zawartością załamującą światło, powstające pod hymenium i często wystające ponad nim, 33–45 × 6–10 µm[4].

Podstawki maczugowate, 4-sterygmowe, 15–18 × 5–7 µm, z prostą przegrodą u podstawy. Bazydiospory jajowate do szeroko elipsoidalnych, szkliste, gładkie, w odczynniku Melzera nieamyloidalne (4,5)5–6 × 3,5–4,5 µm.
Gatunki podobne
Od Oxyporus philadelphi odróżnia się większymi zarodnikami i porami. Podobny jest także napień kruchy (Oxyporus latemarginatus), ale ma węższe, elipsoidalne zarodniki, szersze strzępki i nie ma gleocystyd. Oxyporus ravidus od zwykłych okazów napienia wypłowiałego odróżnia się jedynie rozpostarto-odgiętymi owocnikami.

## Występowanie i siedlisko
Podano liczne stanowiska napienia wypłowiałego w Ameryce Północnej, Europie i Azji i pojedyncze w Afryce i Ameryce Południowej. W Polsce W. Wojewoda w 2003 r. przytoczył 8 stanowisk, wiele stanowisk podano w latach późniejszych. Najbardziej aktualne stanowiska podaje internetowy atlas grzybów. Na Czerwonej liście roślin i grzybów Polski ma status gatunku rzadkiego – potencjalnie zagrożonego z powodu ograniczonego zasięgu geograficznego i małych obszarów siedliskowych.
Grzyb nadrzewny, saprotrof. Występuje w lasach liściastych i parkach na drewnie i korze leżących na ziemi pni i gałęzi, głównie wierzby, olszy szarej, brzozy brodawkowatej, leszczyny, buka, dębu, jarzębiny, kasztanowca, grabu, jesionu, lipy i wiązu. Dużo rzadziej występuje na drzewach iglastych, notowano go na świerkach i jodłach. Powoduje białą zgniliznę drewna.